# AgênciaBrasil

Logo

AgênciaBrasil (ABR) ist eine brasilianische Nachrichten- und Bildagentur mit Hauptsitz in  Brasília sowie zwei Regionalbüros in São Paulo und Rio de Janeiro.
Bereits unter dem Diktator Getúlio Vargas wurde am 1. März 1937 die regierungseigene Agência Nacional errichtet. Sie bestand bis 1979, als sie während der Regierung von João Baptista de Oliveira Figueiredo, dem ehemaligen Leiter des Geheimdienstes Serviço Nacional de Informações (SNI), in das Staatsunternehmen Empresa Brasileira de Notícias (EBN) umgewandelt wurde. Die heutige Agentur wurde als EBN-Ersatz unter Präsident Fernando Collor de Mello geschaffen und untersteht der Verwaltung durch die Empresa Brasil de Comunicação (EBC).
Seit etwa 2003 befindet sie sich in einem Prozess der redaktionellen Transformation. Zuvor war die Berichterstattung über Ereignisse der Bundesregierung eingeschränkt. Mehrfach wurden Irrtümer und Falschmeldungen oder Zensur eingestanden.
Die ABR versorgt heute mit ihren von Journalisten verfassten Nachrichten, Bildern und Infografiken eine Vielzahl von Regionalzeitungen und Internet-Portale in Brasilien, aber auch bedeutende Medienunternehmen wie z. B. O Estado de S. Paulo, O Globo, Folha de S. Paulo oder Universo Online (UOL).
Sie ist Mitglied der Aliança das Agências de Informação de Língua Portuguesa (ALP, deutsch: Vereinigung der portugiesischsprachigen Nachrichtenagenturen).